# アレッサンドロ・ファルネーゼ枢機卿の肖像 (ティツィアーノ)
『アレッサンドロ・ファルネーゼ枢機卿の肖像』(アレッサンドロ・ファルネーゼすうきけいのしょうぞう、伊: Ritratto del cardinale Alessandro Farnese、英: Portrait of Cardinal Alessandro Farnese) は、イタリア盛期ルネサンスのヴェネツィア派の巨匠ティツィアーノ・ヴェチェッリオが1545-1546年ごろ、キャンバス上に油彩で制作した肖像画で、アレッサンドロ・ファルネーゼ (枢機卿) の4分の3の身体を表している。作品は現在、ナポリのカポディモンテ美術館に所蔵されている。
人物は緑色のカーテンの前に表されており、枢機卿の衣服を身に着け、右手に手袋 (聖職者よりも紳士と貴族の肖像画に一般的なアクセサリー) を持っている。枢機卿の描き方は、『教皇パウルス3世とその孫たち』 (カポディモンテ美術館) に類似しており、両作の制作が近い時期のものであることを示している。

## 来歴
現存する文献には、本作がどのように、いつ、誰によって委嘱されたかについて言及しているものはない。アレッサンドロ・ファルネーゼは大いなる芸術庇護者で、ティツィアーノとファルネーゼ家の主な仲介者であった。彼は、最初にティツィアーノに弟の『ラヌッチョ・ファルネーゼの肖像』 (ワシントン・ナショナル・ギャラリー)  を依頼し、続いて『教皇パウルス3世の肖像』 (カポディモンテ美術館) 、最後に自身の私室のために『ダナエ』 (カポディモンテ美術館) を依頼した。その後、ティツィアーノはローマの教皇の宮廷に招聘され、おそらく『アレッサンドロ・ファルネーゼ枢機卿の肖像』を依頼され、制作したのであろう。これよりずっと以前の1534年に、アレッサンドロはわずか14歳でパウルス3世 (ローマ教皇) によりフォーロ・ピッシウム (Foro Piscium) でサンタンジェロの枢機卿に任命された。本作の裏側には灰色の蝋の印章があり、ファルネーゼ家の紋章のユリ、当初の目録番号「66」、アレッサンドロが枢機卿に任命された時に授けられた教会号 (titulus) 「C.S.ANGLO」を示している。
1641年と1644年のローマのファルネーゼ宮殿の目録は本作に言及しており、1663年以降、作品はファルネーゼ家のコレクションにあった他のティツィアーノの絵画とともにパルマ・エ・ピアチェンツァ公国のもとへ移された。エミリオ (Emilio) にあった当時、作品は「キャンバス上のサンタンジェロ枢機卿の4分の3の身体の肖像」としてティツィアーノに帰属され、目録番号「66」を与えられた。ファルネーゼ家のコレクションにあった他のすべてのティツィアーノの絵画のように、本作は1680年にパルマのジャルディーノ宮殿の目録に記載されたが、後にやはりパルマのピロッタ宮殿内の新しい画廊に移す価値のある作品に選ばれた。ティツィアーノ周辺の画家による本作の複製 (目録番号33）がローマのファルネーゼ宮殿で記録され、後に本作と同様の軌跡をたどった。すなわち、パルマのジャルディーノ宮殿 (目録番号228) 、パルマのピロッタ宮殿 (目録番号290) を経て、ナポリに運ばれ、最終的にカゼルタ宮殿へ移され、現在もそこに掛けられている。
1734年に、本作を含むファルネーゼ家のコレクションは一家の最後の遺産相続者エリザベッタ・ファルネーゼにより継承され、エリザベッタは息子のカルロス3世 (スペイン王) にコレクションを譲渡した。その後、エミリオにあったコレクションの大半はナポリに移された。本作は、1799年のパルテノペア共和国の設立時にフランス軍により略奪された。フェルディナンド1世 (両シチリア王) は、ナポリから持ち去られた作品と自身のコレクションに加わった新しい作品を捜索するためにドメニコ・ヴェヌーティ (Domenico Venuti) を派遣した。ヴェヌーティは1800年にローマでフランスへと運ばれる前の本作を発見し、回収した。作品はナポリに戻されてからはカポディモンテ宮殿ではなく、フランカヴィラ宮殿に掛けられ、このことによりフランス統治下の10年間ナポリに残ることになった。一方、フェルディナンドの他のティツィアーノの絵画は、彼がパレルモに逃亡した際にパレルモに運ばれた。
その後、1831年に作品は王宮 (ナポリ) に掛けられていたことが記録されたが、その年にストゥーディ宮殿 (Palazzo degli Studu) にあった王立ボルボン美術館 (Real Museo Borbonico、現在はナポリ国立考古学博物館）に戻され、「ティツィアーノによる手袋を持つサンタンジェロ枢機卿の肖像」として言及された。19世紀の終わりには、保存状態の悪さのために作品がティツィアーノの手によるものであることに疑義を呈する研究者もいたが、1990年代の修復により緑色のカーテンと画面左側の輝きを含む本来の顔料が回復され、ティツィアーノの短いローマ滞在記に制作された作品と完全に一致していることが明らかになった。